# Hormius moniliatus
Hormius moniliatus är en stekelart som först beskrevs av Christian Gottfried Daniel Nees von Esenbeck 1811.  Hormius moniliatus ingår i släktet Hormius och familjen bracksteklar. Arten är reproducerande i Sverige. Utöver nominatformen finns också underarten H. m. coniceps.